# سبايدرهيد
سبايدرهيد (بالإنجليزية: Spiderhead)‏ هو فيلم خيال علمي أمريكي لعام 2022 من إخراج جوزيف كوزينسكي وبطولة كريس هيمسوورث،مايلز تيلر وجورني سموليت-بيل.